# 霧島はるな
霧島 はるな（きりしま はるな、 6月1日 - ）は日本の女性声優。アトリエピーチ所属。東京都出身。主にアダルトゲームに声をあてている。

## 出演作品
※ 太字は主役・メインキャラクター

### ゲーム

#### 2009年
- 紫電〜円環の絆〜（かもめ）

#### 2010年
- 風ヶ原学園スパイ部っ!
- ク・リトル・リトル 〜魔女（オトメ）の使役（フレ）る、蟲神（テンシ）の触手（ユビサキ）〜
- この歌が終わったら -When this song is over-（加藤 素子）
- 絶望師（神小園 伊織[1]）
- 撫子乱舞
- ヒメと魔神と恋するたましい（月）
- 魔法少女ウリム（ルミナ）
- まません（河野 早苗）
- Re:Seven 〜僕が君に出来るコト〜（山城 里恵）
- りとるらびっつ -わがままツインテール-

#### 2011年
- 秋風ぱーそなる -俺と僕と彼女の○○-（松尾 紅葉）
- JKと淫行教師SP 〜渡る世間はエロ教師ばかり〜（湯河原 依代）[2]
- 12+（マーリン）
- 翠の海（真希奈[3]、拓真[4]）
- 虐襲4（クワント など）[5]

#### 2012年
- 虹翼のソレイユ-ⅶ's World-（ベルサンディ）[6]
- 爆乳令嬢×キモ男 変態嫁化計画〜潔癖クール会長が最下層の臭キモ精子中毒に!〜（城山 咲）[7]

#### 2013年
- キモメン底辺職でも巨根ならハーレムギルドの主になれる!? 〜伝説の騎士や聖女、魔王を種付け攻略! 美少女だらけ夢の冒険性活!〜（アリシア・エマール）

#### 2014年
- 寝トリ学園 〜彼氏持ちでもお構いなし!ヤりたい放題ADV〜（伊豆 姫子）[8]
- 粘膜純愛〜KISS×900 管理人さんのポニーテールは、今日も黒かった（八雲 哀楽）[9]
- 催眠パラノイア!（一ノ瀬 くるみ）[10]
- OH!! マイクロマン 〜小さくなって女の子の色んなトコロに入っちゃお!〜（高凪 優奈）[11]

#### 2015年
- 裏技スペクトラム（山吹 美由紀）[12]
- 催眠隷姫（シディ）
- あねよめコンチェルト（アタリメ）
- 人妻スイミング倶楽部（天見 美佐子）
- その古城に勇者砲あり!（フレア）

#### 2016年
- 働くオトナの恋愛事情（江川 葵）
- グリモ☆ラヴ ～放課後のウィッチ～（天使様）
- 俺に彼女ができてから妹たちの様子がおかしい!?（甘利 都）
- 姉姉W催眠 ～催眠装置で巨乳姉どもに強制中出し、鬼畜寝取りで孕ませてやる!～（八重草 亜紀）
- ママ四人と全裸性活 ～田舎の村のエッチな風習♪熟れ熟れ人妻たちと筆おろしから子作りまで四六時中全裸でパコパコ～（山口 明菜）
- 隣の新婚人妻をハメ撮り寝取り孕ま性活（岸田 桃香）
- 俺が校則! 中出し以外は校則違反!!! ～女子校生全員中出し完全制圧計画～（開明 鈴梨）
- 痴漢堕 ～心理カウンセラー芽衣香の診療記録～（初平 郁絵）
- 炎の孕ませおっぱい★エロアプリ学園（辻林 祥子、百合ヶ原 美樹）

#### 2017年
- 爆乳人妻戦士ピュア・メイデン ～現役復帰した美少女戦士の熟れムチボディをチン負けさせて寝取り孕ませオナホハーレム化!～（藤野 聡美）
- ぴあきゃろ PetitBox（日野森 あずさ）
- sin光臨天使エンシェル・レナ -REINCARNATION-（エリカ・ラ・エティエンヌ）
- はらかつ!2 ～子作りエッチでお悩み解決～（鹿籠 はるか）
- 領地貴族（ヨルミネイト＝アイオン）
- 夫の居ぬ間に… ～わたし脅されて、あなたに言えないコトしました～（君嶋 弥生）

#### 2018年
- ひとつ屋根の、ツバサの下で（天吹 茜）
- 冤罪で騒いだメス学生どもをガチハメ矯正してチン媚び孕み穴にしてやった（水瀬 愛乃）
- 俺に彼女が出来てから妹たちの様子がおかしい!? アフターストーリー（甘利 都）
- 悪魔聖女 ～デーモンガール・ステップ～（魔法少女らいおねる）
- 黒獣2 ～淫欲に染まる背徳の都、再び～（エレオノーラ）
- sin光臨天使エンシェル・レナFD -FACE THE DESTINY-（エリカ・ラ・エティエンヌ）

#### 2019年
- 復讐の魔剣士セルマ ～淫呪に堕し、背徳の肉痕をその身に宿し者～（シスター・ヴェトラ）
- イイナリ妻色2 ～人妻に横恋慕～（会瀬 詠美）
- 仲良し姉妹ならキスも中出しもとーぜんだよねっ!（水無月 優香）

#### 2022年
- 血染めの檻 （ 栗栖野 桜 ）
- 廃村少女〜妖し惑ひの籠の郷〜（古戸 由良々）

#### 2023年
- 勝気な巨乳友母を中出し孕ませオナホに! ～ムッチリ、ドタプン! 熟れ肉たっぷり凛子ママをむしゃぶり味わい尽くす!～ （ 凛子 ）
- エロアイテムで孕ませハーレム性活 ～異世界の巨乳メスたちを肉オナホに!～ （ クロエ ）
- 巨乳母娘中出し同居生活 ～美人に育った親戚の娘とその母親を孕ませオナホに!～ （ 八重 ）
- 三美姫の牝豚 ～姦獄の城～ （ ミレイア・フローレス ）

#### 2024年
- 廃村少女 アペンドパッチ ～絡艶異聞～（加賀美 朱理）
- 悠刻のファムファタル（ラベンダー）

#### 2025年
- 廃村少女 外伝 ～嬌絡夢現～（古戸 由良々）
- 聖滅麗姫エーテライア（アダマンテ）
- 僕に抱かれ喘ぐ妻は、他の男に抱かれた話を紡ぐ2 ～憂いの爆乳妻は他人棒で自信と肉欲を高ぶらせ、悦楽の華を咲かせる～（宮嶋 茜）
- もっと!孕ませ!炎のおっぱい異世界おっぱいバニー学園!（フェルシア・ラ・ナキュラス、乳崎 翠那）

### ソーシャルゲーム
- 乳忍者BURST!! 〜乳ボンバーで学園統一!〜[13]
- 宝石姫 JEWEL PRINCESS（アパタイト）

### アニメ
- My妹〜小悪魔なAカップ（あっちゃん）

### インターネット
- アイドル生放送局「木曜日」バン2プロダクション（2012年7月-、ニコニコ生放送）

## その他
- 新潟県上越市キューピットバレイスキー場（DJ）
- アムラックスキャンパスチャンネル（DJ）
- 交通課安全紙芝居「クック・ドゥードゥルードゥーのたからさがし」（ポー役）
- きりー＆せなの　試してびしょゲー!!（コラム）（Getchu.com）

## ディスコグラフィ

### 歌
- 「Jewel Love」（PCゲーム「Golden Marriage」オープニングテーマ）